# Летовиште
Летовиште је насеље у Србији у општини Владичин Хан у Пчињском округу. Према попису из 2022. било је 74 становника (према попису из 2011. било је 139 становника). Село Летовиште лежи лево од Ј. Мораве између околних насеља Д. Балиновац, Урвича, Зебинца и других. Вoда за пиће добија се са извора и из по неког бунара. Важнији изворн су: Кућиште (поред школе), Крај Село, Брајковац, Крушјак, Извор и др. Водом је обилнија лева долинска падина него десна.

## Старине и прошлост
Назив Црквиште односи се за место које лежи у северозападном делу села. Сада су тамо ливаде и њиве. Крај ливада Манче Милојевића и Доиросава Милосављевића види се гомила порушених зидова. - Потес Старо Село лежи десно од Зебинске Реке. Тамо су њиве. Остатка од старина нема. – Горње Гробље је место на падини лево од реке (изнад школе). Риста Станковић, сада није жив, тамо је саградио плевњу. Том приликом он је ископао „једна кола кости".
Сељаци говоре, да су поменуто Црквиште, Старо Село и Горње Гробље остали од становника који су овде живели пре данашњег Летовишта. Данашње Летовиште спада у релативно млађа села Грделичке клисуре. Први је дошао предак рода Бељаци. Ускоро иза тога населио се предак рода Деда Ристинци. Затим је следовало насељавање других родова. Утврдио сам да се род Деда Ристинци доселио почетком XIX века (в. његову генеалогију у одељку о пореклу становништва). Онда је могућно закључити да је Летовиште било основано тада, или нешто раније (крајем XVIII века).
Ceocкa слава је трећег дана Духова. Тада је у Летовишту велики сaбop код крста близу школе. Летовиште има посебно и лепо уређено гробље. Налази се близу школе.

## Порекло становништва
Како је поменуто, данашње становништво Летовишта потиче од предака који су досељени. Родови су: Бељаци (5 к, св. Арханђео), први сеоски досељеници. Место старине не знају. - Деда Ристинци (27 к, св. Арханђео), потичу од претка Деда Ристе досељеног почетком XIX века одмах после рода Бељаци. Поменути предак најпре је живео „у планини" изнад Зебинца. То место зове се Летовишка Орница. Тамо је Деда Риста
имао више деце и био веома сиромах. Зато се он спустио у ниже село Летовиште rде се постепено обогатио. У роду се зна ова генеалогија: Стојадин, 56 година –Ранђел-Милисав-Станко-Риста оснивач рода. Неки њихови дељеници основали су махалу Смрдећа Бара - Деда Марковци (16 к, св. Арханђео), досељени су од некуда после предњих родова. Њихови дељеници основали cу махалу Попова Ливада. - Деда Вучковци (7 к, св. Арханђео), дошли су од некуда у XIX веку. – Миленковци (4 к, Младенци), куће су им на месту званом Густи Шиб. Досељени су после 1878. г. из села Манајла (каже се: „Неки ги овде довеја"). Тамо су припадали роду Марчинци, чије је даље порекло сa Косова. – Гулинци, оснивач рода доселио се 1918. г. из Зебинца. Он се призетио у роду деда Вучковци. У Зебинцу припадали су истоименом роду од некуда досељеном. После рода Гулинци нико се више није доселио у Летовиште. Отада село је расло само прираштајем.

## Исељеннци
Милосављевићи (l. к) по ослобођењу од Турака иселили се у сурдуличко село Житорађу. - Летовиштани (5 к) и Миљковци (6 к) после 1878. г. иселили су се у Сурдуличко село Балиновце. - После Првог светског рата било ретког исељавања из Летовишта. – Веће исељавање настало је тек после Другог светског рата. Четири породице овог села колонизовано је у насељу Међи у Банату. Затим је пет породица било такође колонизовано у војвођанском селу Книћанину. Од њих две породице вратиле су се натраг. У војвођанском селу Баваништу живе летовишке породице. - Исељеника из Летовишта (2 к) има и у селу Коњарнику код Лесковца.

## Демографија
У насељу Летовиште живи 155 пунолетних становника, а просечна старост становништва износи 49,3 година (47,4 код мушкараца и 51,0 код жена). У насељу има 68 домаћинстава, а просечан број чланова по домаћинству је 2,60.
Ово насеље је у потпуности насељено Србима (према попису из 2002. године), а у последња три пописа, примећен је пад у броју становника.
|  |

| Демографија | Демографија | Демографија |
| Година      | Становника  | Становника  |
| ----------- | ----------- | ----------- |
| 1948.       | 375         |             |
| 1953.       | 396         |             |
| 1961.       | 369         |             |
| 1971.       | 325         |             |
| 1981.       | 293         |             |
| 1991.       | 222         | 222         |
| 2002.       | 177         | 177         |
| 2011.       | 139         |             |
| 2022.       | 74          |             |

| Етнички састав према попису из 2002.‍ | Етнички састав према попису из 2002.‍ | Етнички састав према попису из 2002.‍ | Етнички састав према попису из 2002.‍ | Етнички састав према попису из 2002.‍ |
| ------------------------------------ | ------------------------------------ | ------------------------------------ | ------------------------------------ | ------------------------------------ |
|                                      |                                      |                                      |                                      |                                      |
| Срби                                 | Срби                                 |                                      | 177                                  | 100,0%                               |
| непознато                            | непознато                            |                                      | 0                                    | 0,0%                                 |

| Година пописа     | 1948. | 1953. | 1961. | 1971. | 1981. | 1991. | 2002. |
| ----------------- | ----- | ----- | ----- | ----- | ----- | ----- | ----- |
| Број домаћинстава | 65    | 61    | 70    | 71    | 78    | 72    | 68    |

| Број чланова      | 1  | 2  | 3  | 4 | 5 | 6 | 7 | 8 | 9 | 10 и више | Просек |
| ----------------- | -- | -- | -- | - | - | - | - | - | - | --------- | ------ |
| Број домаћинстава | 14 | 27 | 13 | 5 | 5 | 3 | 1 | 0 | 0 | 0         | 2,60   |

| Пол    | Укупно | Неожењен/Неудата | Ожењен/Удата | Удовац/Удовица | Разведен/Разведена | Непознато |
| ------ | ------ | ---------------- | ------------ | -------------- | ------------------ | --------- |
| Мушки  | 74     | 15               | 53           | 5              | 1                  | 0         |
| Женски | 84     | 8                | 52           | 21             | 3                  | 0         |
| УКУПНО | 158    | 23               | 105          | 26             | 4                  | 0         |

| Пол    | Укупно                    | Пољопривреда, лов и шумарство | Рибарство                            | Вађење руде и камена | Прерађивачка индустрија       |
| ------ | ------------------------- | ----------------------------- | ------------------------------------ | -------------------- | ----------------------------- |
| Мушки  | 42                        | 10                            | 0                                    | 0                    | 17                            |
| Женски | 8                         | 3                             | 0                                    | 0                    | 1                             |
| УКУПНО | 50                        | 13                            | 0                                    | 0                    | 18                            |
| Пол    | Производња и снабдевање   | Грађевинарство                | Трговина                             | Хотели и ресторани   | Саобраћај, складиштење и везе |
| Мушки  | 1                         | 3                             | 1                                    | 1                    | 1                             |
| Женски | 0                         | 0                             | 2                                    | 0                    | 0                             |
| УКУПНО | 1                         | 3                             | 3                                    | 1                    | 1                             |
| Пол    | Финансијско посредовање   | Некретнине                    | Државна управа и одбрана             | Образовање           | Здравствени и социјални рад   |
| Мушки  | 0                         | 0                             | 4                                    | 0                    | 0                             |
| Женски | 0                         | 0                             | 0                                    | 1                    | 1                             |
| УКУПНО | 0                         | 0                             | 4                                    | 1                    | 1                             |
| Пол    | Остале услужне активности | Приватна домаћинства          | Екстериторијалне организације и тела | Непознато            | Непознато                     |
| Мушки  | 3                         | 0                             | 0                                    | 1                    | 1                             |
| Женски | 0                         | 0                             | 0                                    | 0                    | 0                             |
| УКУПНО | 3                         | 0                             | 0                                    | 1                    | 1                             |